# Fulger globular

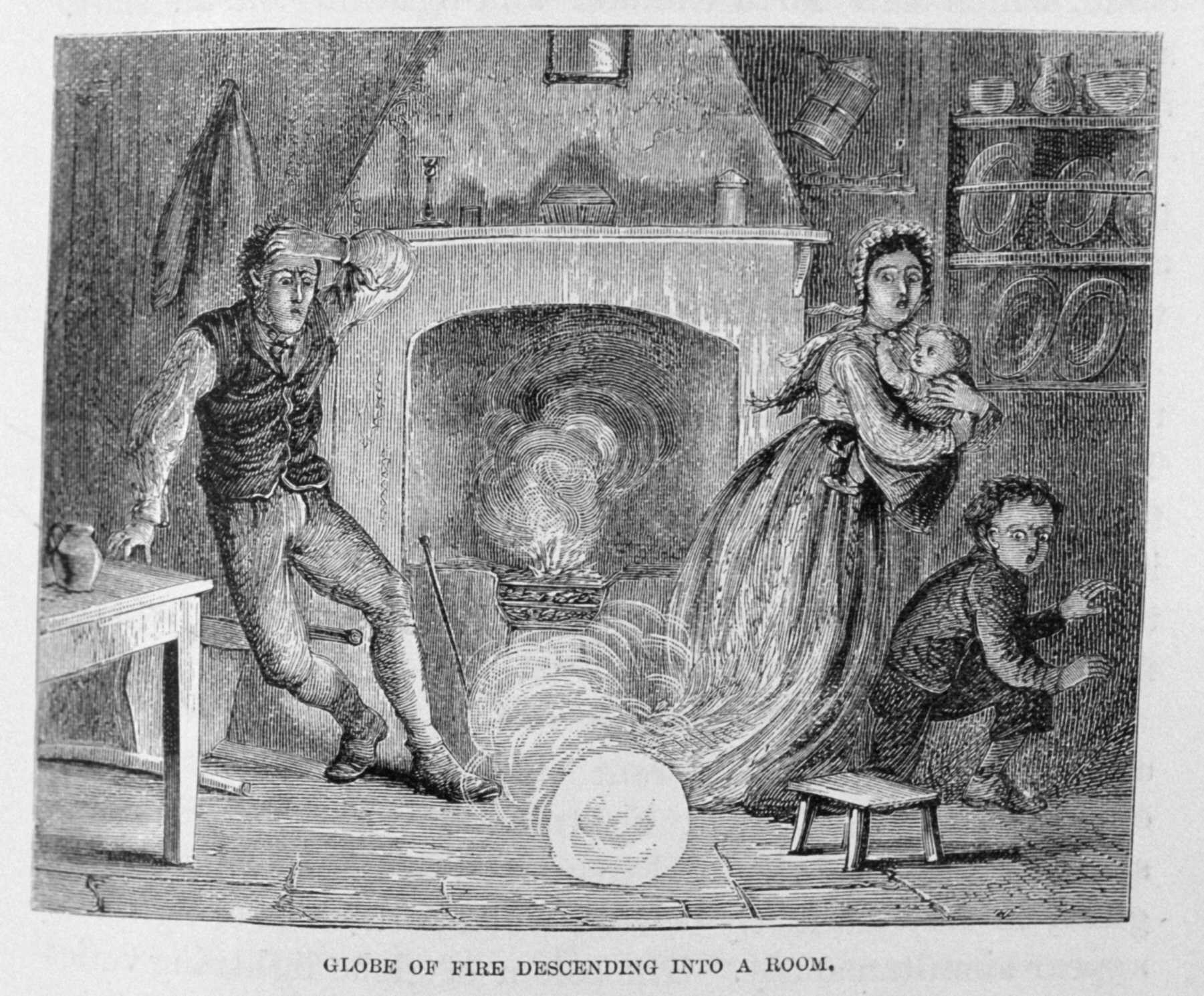
Fulger globular
(gravură din 1886)

Fulgerul globular este definit ca fiind un fulger cu aspectul unui glob de foc de culoare alb-albăstruie sau roșiatică, care se deplasează relativ încet sub influența curenților de aer, dispărând brusc, cu sau fără explozie.
În fapt, fulgerul globular este un posibil fenomen atmosferic electric despre care se cunosc foarte puține lucruri. Termenul se referă la aparițiile unor obiecte sferice, de obicei luminoase, care variază ca mărime de la un bob de mazăre la câțiva metri în diametru. Acest fenomen este de obicei asociat cu furtunile, dar durează mult mai mult decât fracțiunea de secundă a unui fulger. Multe dintre primele descrieri timpurii spun că în cele din urmă mingea explodează, uneori cu consecințe fatale, lăsând în urma sa un miros de sulf.